# Saison 2012-2013 du MO Constantine
Maillots
Chronologie
Saison précédente Saison suivante
Cet article fournit diverses informations sur la saison 2012-2013 du MO Constantine, un club de football algérien basé dans la commune de Constantine.

## Championnat

### Classement
| Rang | Équipe            | Pts | J  | G  | N  | P  | Bp | Bc | Diff |
| ---- | ----------------- | --- | -- | -- | -- | -- | -- | -- | ---- |
| 1    | CRB Aïn Fakroun P | 57  | 30 | 17 | 6  | 7  | 43 | 25 | +18  |
| 2    | RC Arbaa P        | 57  | 30 | 16 | 9  | 5  | 33 | 22 | +11  |
| 3    | MO Béjaïa         | 56  | 30 | 17 | 5  | 8  | 41 | 20 | +21  |
| 4    | ES Mostaganem     | 52  | 30 | 15 | 7  | 8  | 44 | 30 | +14  |
| 5    | USM Blida         | 48  | 30 | 13 | 9  | 8  | 44 | 27 | +17  |
| 6    | ASM Oran          | 44  | 30 | 13 | 5  | 12 | 32 | 28 | +4   |
| 7    | NA Hussein Dey R  | 43  | 30 | 11 | 10 | 9  | 38 | 21 | +17  |
| 8    | AS Khroub R       | 40  | 30 | 11 | 7  | 12 | 38 | 32 | +6   |
| 9    | MC Saïda R        | 38  | 30 | 9  | 11 | 10 | 22 | 24 | -2   |
| 10   | USM Annaba -3     | 37  | 30 | 10 | 10 | 10 | 23 | 22 | +1   |
| 11   | AB Merouana       | 37  | 30 | 11 | 4  | 15 | 24 | 34 | -10  |
| 12   | O. Médéa          | 36  | 30 | 9  | 9  | 12 | 22 | 26 | -4   |
| 13   | MSP Batna         | 36  | 30 | 9  | 9  | 12 | 28 | 34 | -6   |
| 14   | MO Constantine    | 33  | 30 | 8  | 9  | 13 | 28 | 40 | -12  |
| 15   | SA Mohamadia      | 32  | 30 | 7  | 11 | 12 | 27 | 43 | -16  |
| 16   | CR Témouchent P   | 9   | 30 | 2  | 3  | 25 | 14 | 73 | -59  |

Promotions et relégations
- Montée en Ligue 1 2013-2014
- Relégation en National

Abréviations
R : Relégué de Ligue 1 2011-2012

P : Promus de National

-3 : 3 points de pénalité

### Résultats
En cours de construction !

## Coupe
| Dates            | Tour                  | Adversaires | Lieux des rencontres | Scores      | A         |
| ---------------- | --------------------- | ----------- | -------------------- | ----------- | --------- |
| 16 novembre 2012 | Dernier tour régional | JJ Azzaba   | terrain neutre       | 2-0 éliminé | Extérieur |